# Roquetas de Mar (kommunhuvudort)
Roquetas de Mar är en kommunhuvudort i Spanien.   Den ligger i provinsen Provincia de Almería och regionen Andalusien, i den södra delen av landet, 400 km söder om huvudstaden Madrid. Roquetas de Mar ligger 12 meter över havet och antalet invånare är 82 665.
Terrängen runt Roquetas de Mar är platt åt sydväst, men norrut är den kuperad. Havet är nära Roquetas de Mar åt sydost. Närmaste större samhälle är Almería, 16,0 km nordost om Roquetas de Mar. 